# إيتالو كالفينو
إيتالو كالفينو (بالإسبانية: Italo Calvino) (15 أكتوبر 1923 – 19 سبتمبر 1985) كاتب، وصحفي، وناقد، وروائي إيطالي ولد في كوبا، ونشأ في سان ريمو بإيطاليا. اهتم في الستينات بالمدارس النقدية والفلسفية الجديدة في فرنسا خصوصا، وبرولان بارت وجاك دريدا على وجه الخصوص. مما أثر كثيرا على طبيعة أعماله الروائية ومنحها عمقا فلسفيا واسبغ على نظرته إلى الأشياء والعالم طابعا جديا مختلفا عما هو سائد. اشتهر بروايته الثلاثية أسلافنا، وقد استغرب الكثيرون من متابعيه عدم حصوله علي جائزة نوبل وموته في الثمانينات من القرن الماضي وذهابها بعد ذلك بسنوات قليلة أي عام 1997 الي مواطنه داريوفو، الكاتب والممثل المسرحي، الذي قبل منحه جائزة نوبل كان مغمورا خارج بلده.
يمتاز إيتالو كالفينو برواية الخيال التاريخي، والمزج الرائع ما بين الواقع والأسطورة، عبر لغة جميلة وسرد روائي محكم، مما جعل إيتالو كالفينو يتربع على عرش الرواية الإيطالية والعالمية مع كبار الروائيين، ويسجل اسمه في سجل الخلود الأدبي العالمي.
قال عنه كارلوس فويتنس:
إن القارئ لا يجد صعوبة في أن يدرك بأن رواية ما غير موقعة هي من روايات الكاتب الإيطالي إيتالو كالفينو. إذ يكفي بعد قراءتها أن يشعر بالحسد تجاه هذا الكاتب الذي استطاع أن يهتدي إلى الفكرة قبل أن تهتدي إليها أنت.و هكذا تكون كل روايات
إيتالو كالفينو ما ترغب أنت أيضا وبشدة في أن تكتبه.

## أقواله
يقول: «يمكن للادب المساهمة بصورة غير مباشرة فقط ـ مثلا من خلال الرفض الثابت للحلول الابوية. ولو افترضنا ان القارئ اقل ثقافة من الكاتب واتخذنا نحوه وجهة تعليمية وتربوية وتطمينية، فإن ما نقوم به ببساطة انما هو التباين، لأن أي محاولة لتلطيف الموقف بالمسكنات، مثل المناداة بأن الادب للشعب انما هي خطوة إلى الوراء وليس للامام».
ويتحدث كالفينو عن اقتران الأدب بالسياسة في الحياة المعاصرة، وبعد ان يستعرض سلبيات تأثير السياسة على الأدب يرى ان الأدب مع ذلك ضروري للسياسة عندما يعطي صوتا لما هو من دون صوت، وعندما يعطي اسما لمن لا اسم له، ويشبّه الأدب في هذه الحالة بالاذن التي تستطيع سماع اشياء أبعد من نطاق فهم لغة السياسة أو هو شبيه بالعين التي تستطيع ان تبصر أبعد من نطاق الطيف الذي تلاحظه السياسة.
ويستدرك بأن هناك أيضا نوعا آخر من التأثير الذي يمكن للادب ان يمارسه، من جانب الكاتب، وهذا يتمثل في القدرة على فرض نماذج من اللغة والرؤية والخيال والجهد العقلي والترابط المنطقي للحقائق، أي بابتكار نموذج من القيم هي في وقت واحد جمالية واخلاقية وضرورية لاي خطة عمل، خاصة في الحياة السياسية. ويرى ان أي نتيجة تكتسب عن طريق الأدب، قد تعتبر ارضا صلبة لجميع الانشطة العملية لأي شخص يركن إلى عقله ويكون قادرا على استيعاب الفوضى التي تسود هذا العالم.
في ختام حواراته يقول: ان ما نطلبه من الكتّاب هو ان يضمنوا لنا الإبقاء على ما نسميه «إنسانيا» في عالم يبدو بعيدا كل البعد عن الإنسانية، وان يضمنوا الإبقاء على حوار «إنساني» كسلوى لنا عن فقدان الإنسانية في كل حوار آخر وعلاقة أخرى. والإنسانية في رأيه تعني كل ما هو مزاجي، وعاطفي، وصريح، وليس شيئا متزمتا على الإطلاق.

## آثاره
- ثلاثية اسلافنا
- الفيسكونت المشطور
- حكايات إيطالية
- الطريق إلى عش العناكب.
- مدن لا مرئية.
- السيد بالمار.
- خوف على الطريق.
- الاغاني الصعبة
- الفارس المخفي
- الفطر في المدينة
- قلعة المصائر المتقاطعة

## وصلات خارجية
- إيتالو كالفينو على موقع IMDb (الإنجليزية)
- إيتالو كالفينو على موقع الموسوعة البريطانية (الإنجليزية)
- إيتالو كالفينو على موقع مونزينجر (الألمانية)
- إيتالو كالفينو على موقع ميوزك برينز (الإنجليزية)
- إيتالو كالفينو على موقع أول موفي (الإنجليزية)
- إيتالو كالفينو على موقع قاعدة بيانات الأفلام السويدية (السويدية)
- إيتالو كالفينو على موقع إن إن دي بي (الإنجليزية)
- إيتالو كالفينو على موقع ديسكوغز (الإنجليزية)
- إيتالو كالفينو على موقع قاعدة بيانات الفيلم (الإنجليزية)
- إيتالو كالفينو على موقع كينوبويسك (الروسية)

- إيتالو كالفينو  على قاعدة بيانات الخيال التأملي على الإنترنت